# John O. Groh
John O. Groh (ur. 3 lipca 1906 w Kulm w Dakocie Północnej, zm. 23 stycznia 1975 w Nowym Jorku) – amerykański działacz religijny, członek Ciała Kierowniczego Świadków Jehowy.

## Życiorys
John O. Groh w kwietniu 1934 roku został ochrzczony. Jako kaznodzieja pełnoczasowy wraz z żoną Helen działał w okolicach Pensylwanii. W 1953 roku zaczęli wolontariat w Biurze Głównym Towarzystwa Strażnica w Nowym Jorku. W 1965 roku został członkiem zarządu Towarzystwa Strażnica, a w 1971 roku został członkiem Ciała Kierowniczego. Zmarł w wieku 69 lat.

## Podróże służbowe
John O. Groh brał udział w kongresach międzynarodowych.